# Дюальд, Полетт
Полетт Дюальд (фр. Paulette Duhalde; 23 июля 1921, Флер — 23 апреля 1945, Равенсбрюк) — деятельница Движения Сопротивления во Франции.

## Биография
Единственная дочь в семье. С февраля 1941 года в Движении Сопротивления, партизанской сети «Жанна», выполняла тайные и опасные задания. 9 декабря 1942 после предательства была арестована гестаповцами и брошена в тюрьму во Френе. 17 июня 1943 осуждена на 5 лет заключения, 10 июля 1944 депортирована в Восточную Германию в тюрьму Коттбуса. Оттуда 21 ноября 1944 переведена в концлагерь Равенсбрюк, где умерла от истощения 23 апреля 1945.
Посмертно награждена медалью Сопротивления и орденом Почётного легиона.